# Sfakteria

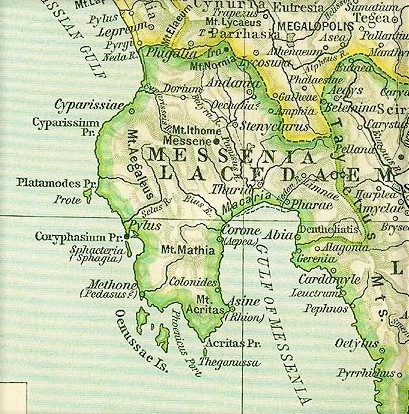
Karta över Messenien, med Sfakteria utmärkt

Sfakteria eller Sfagia (grekiska Σφακτηρία eller Σφαγία, latin Sphacteria eller Sphagia) är en obebodd liten klippö vid inloppet till Pylosviken, utanför staden Pylos i Messenien, på västra kusten av Peloponnesos. Den är historiskt märkvärdig genom atenarnas där vunna seger över spartanerna. Dessa hade under det peloponnesiska kriget besatt Sfakteria år 425 f.Kr., men efter långvarig belägring måste de ge sig åt atenarna under Kleon, och 292 spartiater fördes som krigsfångar till Aten.

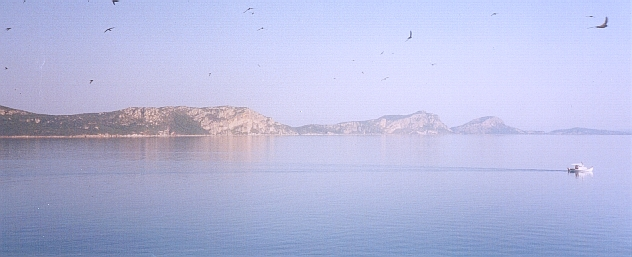
Sfakteria sedd från Pylos